# Racosperma euthycarpum
Racosperma euthycarpum là một loài thực vật có hoa trong họ Đậu. Loài này được (J.M. Black) Pedley mô tả khoa học đầu tiên năm 2003.